# Amarillo Hansa

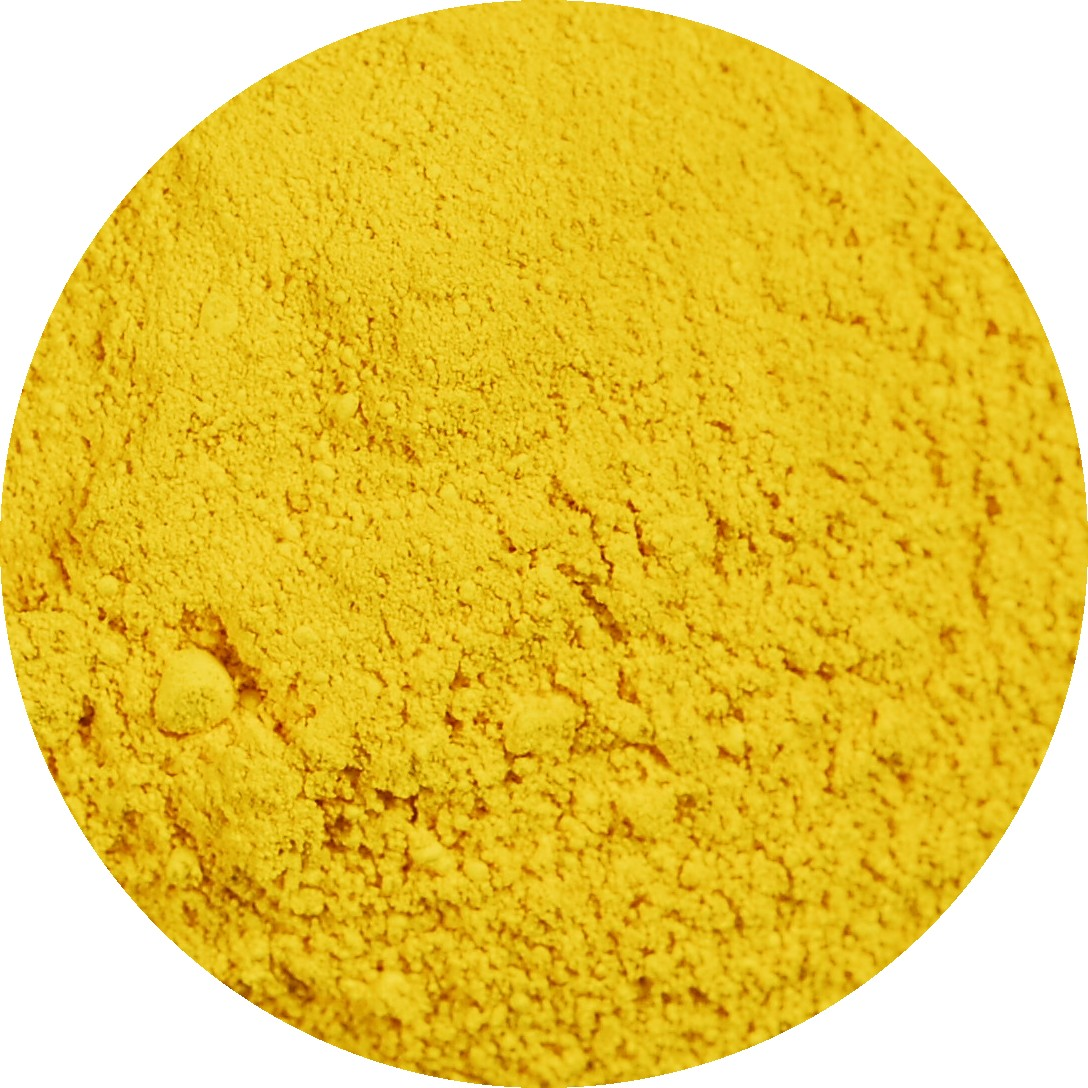
Amarillo Hansa claro o amarillo monoazo.

Amarillo Hansa es la denominación común de varios pigmentos obtenidos del alquitrán que se elaboran a partir de la acetoacetanilida; son, por lo tanto, pigmentos sintéticos
orgánicos. Ofrecen una gama de colores que va del amarillo limón al amarillo anaranjado, y se los usa principalmente en pintura artística. El Amarillo Hansa claro o brillante, también se le llama amarillo monoazo o arilado.

## Denominación en elÍndice internacional del color
Pigment Yellow 1, 3, 5 y 10 (PY 1, PY 3, PY 5, PY 10)

## Historia
Los amarillos Hansa hicieron su aparición en Alemania a partir de 1911, como una marca registrada de Hoechst AG. Fueron los primeros pigmentos orgánicos amarillos permanentes, y estuvieron disponibles para uso artístico a partir de 1915. Uno de los primeros en elaborarse fue el amarillo Hansa G, que ya tenía una excelente permanencia, aventajando a otros pigmentos usados hasta entonces.

## Usos
Fueron usados principalmente como sustitutos asequibles de los amarillos de cadmio en la fabricación de 	
pinturas, plásticos, goma y papel encapado.

### Pintura artística
Los pigmentos amarillo Hansa dan colores estables y resistentes a la luz. Desde 1960 se los utiliza con excelentes resultados en todas las técnicas de pintura.
Como se ha dicho, estos pigmentos proporcionan una gama de diferentes amarillos y, de hecho, como color pictórico se los ofrece en diferentes matices. Los colores usuales son amarillo Hansa claro (o limón), amarillo Hansa medio y amarillo Hansa oscuro.
|            | Amarillo Hansa claro o amarillo monoazo | Amarillo Hansa medio                                                                                      | Amarillo Hansa oscuro |
| HTML       | #FFDD00                                 | #FFCD00                                                                                                   | #FFB000               |
| RGB        | (255, 221, 0)                           | (255, 205, 0)                                                                                             | (255, 176, 0)         |
| HSV        | (52°, 100 %, 100 %)                     | (48°, 100 %, 100 %)                                                                                       | (41°, 100 %, 99 %)    |
| Referencia | Gamblin                                 | Kremer (enlace roto disponible en Internet Archive; véase el historial, la primera versión y la última)., | Sennelier             |